# Sam Dash
Samuel Dash (27 février 1925 – 29 mai 2004), était le conseiller en chef de la Chambre des représentants des États-Unis pendant le scandale du Watergate. Il est ainsi intervenu lors des auditions devant la Commission sénatoriale. Il a été professeur de droit à l'université de Georgetown pendant près de 40 ans.